# باندکووو-رومونکی
باندکووو-رومونکی (به لهستانی:  Bądkowo-Rumunki) یک روستا در لهستان است که در گمینا بروزنگ دوژه واقع شده‌است. باندکووو-رومونکی ۶۰ نفر جمعیت دارد.